# Stadion Slana Bara
Stadion Slana Bara – stadion piłkarski w Nowym Sadzie, w Serbii. Obiekt może pomieścić 1200 widzów. Swoje spotkania rozgrywają na nim piłkarze klubu Proleter Nowy Sad.